# معسكر عانولي
معسكر عانولي أو مدرسة عانولي أو مخيم الفرقان أو قوات الفرقان، هي مليشيا إسلامية في الصومال. شاركت المجموعة في حرب 2006-2009 ضد إثيوبيا، وفي يناير 2009 اندمجت مع جناح أسمرة للتحالف من أجل إعادة تحرير الصومال بقيادة حسن عويس، ولواء رأس كامبوني بقيادة حسن التركي والجبهة الإسلامية وشكلوا حزب الإسلام الذي أصبح ثاني أقوى جماعة متمردة بعد حركة الشباب في الصومال التي استمرت في قتال قوات حفظ السلام التابعة للحكومة الانتقالية وبعثة الاتحاد الأفريقي في الصومال بعد الانسحاب الإثيوبي. لا يعرف الكثير عن المجموعة. 
في 21 أبريل 2009 قاتلت كتائب عانولي ورأس كامبوني بعضهما البعض في قرية تسمى عبد الله بيرولي تقع على بعد 40 كم غرب كيسمايو. وقيل أن الوضع في القرية متوتر وقتل 4 أشخاص وأصيب 7 خلال القتال.